# Dina St Johnston
Pour les articles homonymes, voir Johnston.
Dina St Johnston (née Aldrina Nia Vaughan, 20 septembre 1930 - 30 juin ou 1er juillet 2007) était une programmeuse informatique britannique, à l'origine de ce qui serait le premier éditeur de logiciels du Royaume-Uni en 1959,.

## Petite enfance et éducation
Née Aldrina Nia Vaughan dans le sud de Londres, St Johnston a fait ses études à la Selhurst Grammar School for Girl avant de quitter l'école à 16 ou 17 ans pour travailler pour l'association britannique des métaux non-ferreux,. St Johnston a travaillé et étudié à temps partiel, à la Croydon Polytechnic et plus tard au collège Sir John Cass avant d'obtenir un diplôme externe de l'université de Londres en mathématiques.

## Début de carrière
En 1953, St Johnston quitta l'association britannique des métaux non-ferreux et rejoignit les laboratoires Borehamwood d'Elliott Brothers (London) Ltd, où elle travailla dans la division Théorie. L'entreprise était l'une des premières sociétés informatiques et avait produit son premier ordinateur en 1950. St Johnston a appris à programmer dans l'entreprise et également à l'école d'été de programmation de Cambridge de 1954 et, montrant un véritable flair pour la programmation, a commencé à travailler sur EDSAC et les ordinateurs des séries Elliott 400 et 800. En 1954, St Johnston était responsable de la programmation de l'ordinateur numérique Elliott 153 Direction Finding (DF) pour l'Amirauté, et peu après de la programmation de l'ordinateur de paie d'Elliott ; son travail aurait été inventif et structuré, mais aussi très précis, ne nécessitant presque jamais de « débogage ».

## Ordinateurs Vaughan
Peu de temps après son mariage avec Andrew St Johnston - chef du département informatique d'Elliott - en 1958, St Johnston a fondé Vaughan Programming Services (VPS) dans le Hertfordshire en 1959, signant des contrats logiciels, et formant et embauchant des programmeurs supplémentaires au besoin. À l'occasion de son dixième anniversaire en 1969, les documents de l'entreprise déclaraient que « VPS était la première unité logicielle indépendante enregistrée au Royaume-Uni (février 1959), qui ne faisait pas partie d'un fabricant d'ordinateurs, pas d'un computer bureau (en), ni d'une organisation d'utilisateurs ou d'une société de conseil. » 
Des contrats très importants ont été conclus avec St Johnston et VPS, tels que la programmation de premières centrales nucléaires, mais en 1970, elle s'est diversifiée dans le matériel (hardware), produisant son propre ordinateur, le 4M. La société a changé son nom pour Vaughan Systems and Programming en 1975 pour refléter le nouveau domaine de travail. L'un des ordinateurs 4M Vaughan se trouve au Musée national de l'informatique.
St Johnston et Vaughan ont produit des logiciels pour des sociétés comme la BBC, Unilever et GEC, des simulateurs de vol pour la RAF et des logiciels qui fournissent des informations en temps réel aux passagers sur British Rail, le type de travail pour lequel la société est devenue la plus connue. L'entreprise est devenue célèbre pour ses systèmes de signalisation et d'affichage pour le transport,,.

## Années 1990
En 1996, Vaughan Systems and Programming a été vendu à Harmon International, une société américaine de signalisation ferroviaire.
St Johnston a continué à programmer jusqu'au milieu des années 1990. Elle a pris sa retraite en 1999 et est morte le 30 juin ou le 1er juillet 2007.

## Voir également
- Steve Shirley